# Lomamifloden
Lomamifloden (Swahili: Mto Lomami, fransk: Rivière Lomami, hollandsk: Lomami Rivier) er en stor biflod til Congofloden i Den Demokratiske Republik Congo. Floden er cirka 1.280 km lang, og løber mod nord, vest for og parallelt med den øvre del af Congofloden.
Lomami har sit udspring i den sydlige del af landet, nær Kamina og Congo- Zambezi- vandskellet. Den løber nordpå gennem Lubao, (fransk: Tshofa), Kombe, Bolaiti, Opala og Irema, før den løber ud i Congo ved Isangi.
Journalisten, og den opdagelsesrejsende Henry Morton Stanley, nåede sammenløbet af de to floder den 6. januar 1877, "...den vandrige Lumami, som Livingstone kalder 'Young's river', gik ind i den store strøm, gennem en munding der er 600 meter bred, mellem lave breder tæt dækket af træer."  :Vol.Two,176  :Vol.Two,176 
I oktober 1889 udforskede generalguvernøren for staten Congo, M. Janssen, Lomani-floden opstrøms fra Isangi på Ville de Bruxelles. Efter at have 116 timer med dampbåd blev han standset af strømfald på en breddegrad på 4°27'2" S.

En række biologiske arter har navn efter floden, herunder aben Cercopithecus lomamiensis og blomstrende plante Pavetta lomamiensis.